# Gerardo Zaragoza

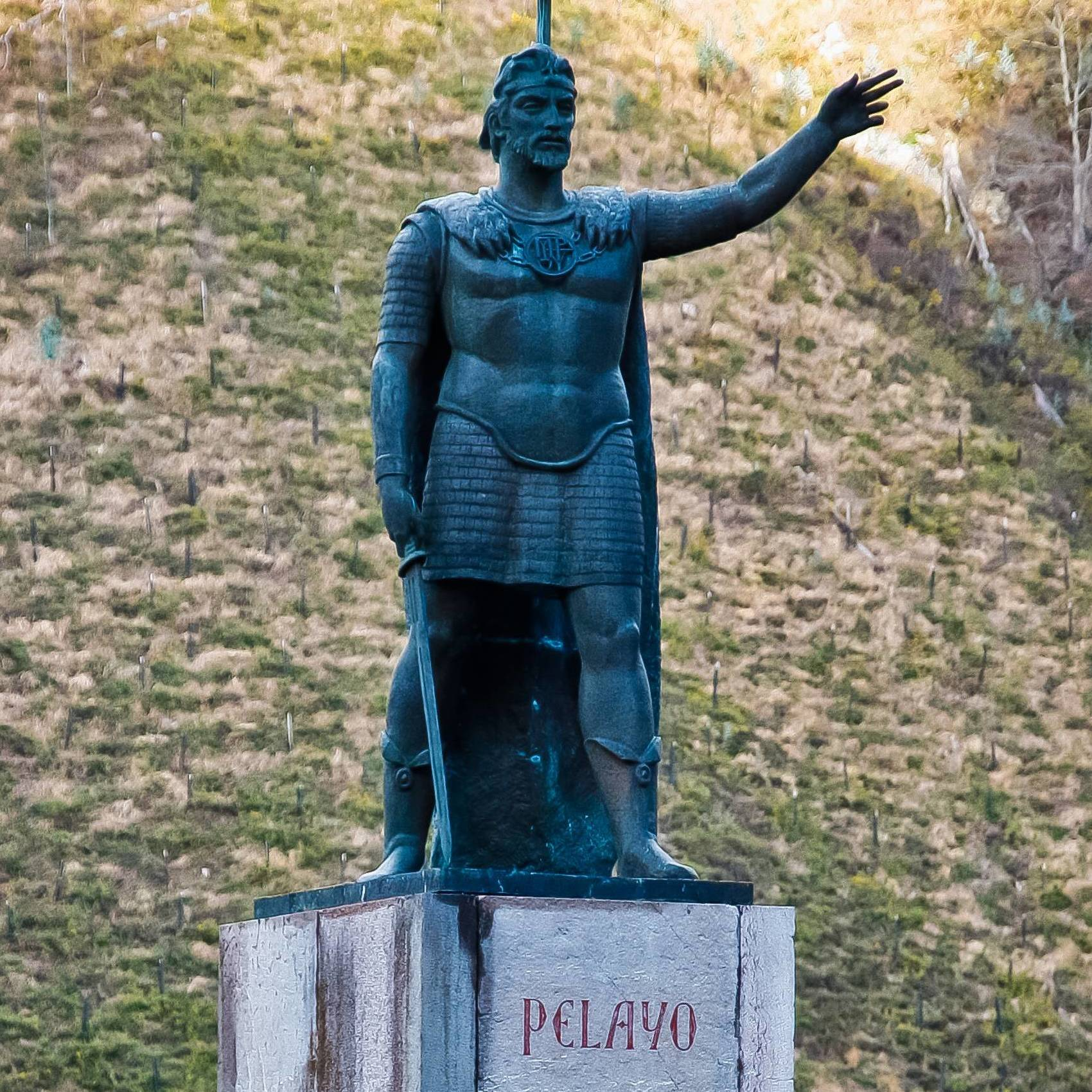
Monumento a Don Pelayo en Covadonga.

Gerardo Zaragoza (Cangas de Onís, 1902-Madrid, 1985) fue un escultor español. Desarrolló una gran actividad escultórica y docente.
Estudió en la Academia de Bellas Artes de San Fernando, siendo discípulo de José Capuz, José María López Mezquita y su propio padre, José Ramón Zaragoza. Se dedicó a la docencia, compatibilizándola con su vocación de escultor. Dada su inclinación al uso en sus obras de la geometría, hay expertos que lo “catalogan” de cubista. La mayor parte de sus obras, y las más conocidas, se encuentran adornando las calles de la ciudad de Oviedo, o el resto de la provincia de Asturias.

## Actividad artística

### Obras públicas
- Jardín de los Reyes Caudillos (Conjunto escultórico), 1942, Oviedo (son obra suya las estatuas de  Pelayo, Favila y Alfonso I, que se representan  en un mural, las estatuas de Fruela I y Ramiro I y los bustos de Aurelio, Silo, Mauregato, Bermudo I y Ordoño I).[4][1]
- Monumento a Palacio Valdés, 1953, Plaza de Palacio Valdés, Pola de Laviana, Asturias.[4]
- Monumento a Palacio Valdés, 1953, Campo de San Francisco, Oviedo.[4][1]
- Fray Benito Feijoo, 1953, Plaza Feijoo, Oviedo.[4][1]
- Monumento a Romualdo Alvargonzález Lanquine, 1954, Parque de Isabel la Católica, Gijón.[4]
- Monumento a la Infanta Isabel de Borbón, 1955, Parque del Oeste, Madrid.[4]
- Monumento a Juan Vázquez de Mella, 1961, entrada de su Casa Natal, Cangas de Onís, Asturias.[4][1]
- Monumento al Rey Pelayo, 1964, Plaza de la Basílica de Covadonga, Cangas de Onís, Asturias.[4][5]
- Monumento a Don Pelayo en Covadonga, 1965, Covadonga.[1]
- Monumento a Plácido Álvarez-Buylla, 1972, plaza del Carbayón, Oviedo.[4][1]
- Sagrado Corazón de Jesús, 1980, Cima del Monte Naranco, Oviedo.[4][1]
- Monumento a José Ramón Zaragoza, 1980, Parque Inglés, Gijón.[4]

### Obras religiosas
- Vía Crucis, Iglesia de San Blas, Madrid.[4]
- Retablo de la iglesia parroquial de Ribadesella.[1]